# Ingebed besturingssysteem
Een ingebed besturingssysteem (ook: embedded besturingssysteem) is een besturingssysteem, uitgerust voor één of meerdere specifieke taken, geïntegreerd in een specifiek apparaat. Dit besturingssysteem is dus eigenlijk een onderdeel van het apparaat.
Tegenwoordig wordt het verschil tussen een "embedded" of "normaal" besturingssysteem steeds vager, vooral omdat de hardware van ingebedde systemen snel krachtiger wordt.

## Voorbeelden
- "Normaal" besturingssysteem (bijvoorbeeld Windows, Mac OS X of Linux op een pc).
  - De gebruiker kan het besturingssysteem configureren zoals hij wil (verschillende muisaanwijzer, eigen bureaubladachtergrond, verschillende muziekjes tijdens opstarten, hardware toevoegen, drivers installeren etc.). Ook kan de gebruiker applicaties (Word, Excel, verschillende spelletjes) naar eigen keuze toevoegen en/of verwijderen. Kortom: erg dynamisch besturingssysteem.
  - Het besturingssysteem is vaak platformonafhankelijk, wat zoveel wil zeggen dat het (bijna) op elke computer te installeren/gebruiken valt.
  - Het besturingssysteem is vaak niet "realtime". Dit betekent dat er vooraf niet voorspeld kan worden in hoeveel tijd bepaalde taken/functies/acties afgewerkt zijn.
- "Embedded" besturingssysteem (denk aan een polshorloge, of een mobiele telefoon).
  - De gebruiker kan vaak alleen bepaalde functies oproepen en soms minieme configuraties naar keuze uitvoeren. Over het algemeen moet een embedded besturingssysteem elke keer dezelfde taken uitvoeren. Kortom: vaak een statisch systeem.
  - Het besturingssysteem is vaak platformafhankelijk, wat zoveel wil zeggen dat dit besturingssysteem specifiek is ontworpen voor 1 type apparaat (telefoon, rekenmachine, satelliet).
  - Vaak is dit besturingssysteem realtime (de juiste acties uitvoeren in de juiste tijd). Dit betekent dat er van tevoren bepaald kan worden in wat voor tijd bepaalde taken/functies/acties uitgevoerd (kunnen) worden. Hierdoor wordt een systeem erg voorspelbaar (en vaak ook betrouwbaar).

Bovenstaande punten zijn puur ter illustratie, om een duidelijk beeld te krijgen, maar de tegenwoordige embedded besturingssystemen hebben functionaliteit die niet meer onderdoet voor bijvoorbeeld Windows op de pc. Op een redelijk nieuwe pda kun je tegenwoordig bijna net zoveel als een gewone pc. Embedded systemen zijn tegenwoordig ook niet allemaal meer "echt" realtime, maar proberen dit op een andere manier te bereiken (bv. time-slicing, wat zoveel wil zeggen als tijd opdelen en toekennen aan een taak/functie/actie).

## Enkele embedded besturingssystemen
- Android (besturingssysteem)
- eCos
- Embedded Linux
- FreeDOS
- FreeRTOS
- NetBSD
- iOS
- OSE
- OS-9
- QNX
- VxWorks
- Windows CE
- Windows XP Embedded